# Dawson Head
Dawson Head är en udde i Antarktis. Den ligger i Västantarktis. Argentina, Chile och Storbritannien gör anspråk på området.
Terrängen inåt land är kuperad åt nordväst, men åt sydost är den platt. Trakten är obefolkad. Det finns inga samhällen i närheten.
I omgivningarna runt Dawson Head växer i huvudsak barrskog. Trakten runt Dawson Head är nära nog obefolkad, med mindre än två invånare per kvadratkilometer.